# Prosopocera senegalensis
Prosopocera senegalensis är en skalbaggsart som beskrevs av Stefan von Breuning och De Jong 1941. Prosopocera senegalensis ingår i släktet Prosopocera och familjen långhorningar.
Artens utbredningsområde är Senegal. Inga underarter finns listade i Catalogue of Life.